# Ophion hyalinipennis
Ophion hyalinipennis är en stekelart som beskrevs av Szepligeti 1906. Ophion hyalinipennis ingår i släktet Ophion och familjen brokparasitsteklar. Inga underarter finns listade i Catalogue of Life.